# ریاض‌الحسن رفیع
ریاض‌الحسن رفیع (بنگالی: রিয়াদুল হাসান রাফি؛ زادهٔ ۲۹ دسامبر ۱۹۹۹) بازیکن فوتبال است.
وی همچنین در تیم‌های ملی فوتبال زیر ۲۳ سال بنگلادش و بنگلادش بازی کرده است.
وی در مسابقات کشوری و بین‌المللی در مجموع برندهٔ ۱ مدال برنز شده است.